# Sarlat-la-Canéda
Sarlat-la-Canéda is een gemeente in het departement Dordogne in de regio Aquitanië in Frankrijk. De plaats ligt in de Périgord Noir. Sarlat-la-Canéda telde op 1 januari 2022 8.786 inwoners. Het is de onderprefectur van het arrondissement Sarlat-la-Canéda en de hoofdplaats van het kanton Sarlat-la-Canéda.
Het oude stadsgedeelte van Sarlat vormt een mooi architecturaal geheel met diverse middeleeuwse huizen. Het oude Sarlat bestaat uit twee delen gescheiden door de Travèrse. In de 13e en 14e eeuw beleefde de stad een welvarende periode als handelsplaats.

## Geschiedenis

### Middeleeuwen
Sarlat is ontstaan bij een benedictijner abdij, gesticht in de 9e eeuw. Deze abdij werd in de 12e eeuw herbouwd in romaanse stijl. In de 14e eeuw maakte paus Johannes XXII van Sarlat een bisschopszetel en de abdijkerk werd de kathedraal van het bisdom Sarlat. Sarlat kreeg stadsrechten in 1223 en werd bestuurd door vier consuls. De stad groeide in rijkdom door de aanwezigheid van magistraten en een belangrijke administratie. Daarnaast was Sarlat ook een marktplaats. De stad telde in de 13e eeuw ongeveer 6.000 inwoners.
Aan het begin van de Honderdjarige Oorlog werd de stad versterkt. In 1360 viel de stad door het Verdrag van Brétigny toe aan de Engelsen, maar tien jaar later werd ze weer Frans. De Périgord had erg te lijden onder de oorlog maar Sarlat zelf kende geen oorlogsgeweld en herwon snel haar welvaart.

### Vroegmoderne tijd
In de 16e eeuw was de stad een centrum van humanisten. De ontwikkeling van de stad werd geremd door de Hugenotenoorlogen. Sarlat bleef grotendeels katholiek. In 1562 weerstond de stad een protestants beleg. Later viel de stad wel kort in handen van de protestanten.
Aan het begin van de 17e eeuw kende Sarlat een nieuwe bloeitijd als administratief en gerechtelijk centrum, met een koninklijke rechtbank die zetelde in Le Présidial. Er werd een nieuw stadhuis gebouwd en er kwamen nieuwe kloosters. In 1653 werd de stad bezet door een leger van opstandelingen tijdens La Fronde. De bezetting eindigde na drie maanden in een bloedbad. De stad herstelde zich snel. In de 18e eeuw maakten de stadswallen plaats voor boulevards en de stad kreeg een nieuw hospitaal.

### 19e eeuw
Na de Franse Revolutie werd het bisdom Sarlat afgeschaft. De kathedraal werd wel co-kathedraal van het bisdom Périgueux-Sarlat. De stad verloor ook een groot deel van haar belang als bestuurscentrum. Périgueux werd de hoofdstad van het departement Dordogne en Sarlat werd enkel onderprefectuur. In de 19e eeuw kende Sarlat handel in hout, ijzer, wijn en notenolie. In 1882 werd het treinstation geopend en in 1912 kwam er een tramverbinding met Villefranche-du-Périgord. Ondanks initiatieven om de stad te verfraaien, was het oude centrum in slechte staat en heersten er slechte hygiënische omstandigheden. Aan het einde van de 19e eeuw werd de stad getroffen door twee tyfusuitbraken.

### 20e eeuw
Tijdens het interbellum kreeg de economie het moeilijk. Na de oorlog kwam er aandacht voor het bouwkundig erfgoed van de stad. Sarlat was in 1964 de eerste stad waarvan het historisch centrum werd beschermd in het kader van de Wet-Malraux, die twee jaar eerder was gestemd.
Het dorp La Canéda werd op 1 maart 1965 samengevoegd met Sarlat.

## Cultuur
Sarlat-la-Canéda trekt jaarlijks bijna twee miljoen toeristen.

### Erfgoed
De stad heeft een beschermd historisch centrum van 11 ha en telt 74 historische monumenten, waaronder:
- Huis van La Boétie
- Kathedraal Saint-Sacerdos van Sarlat
- Voormalige Sint-Mariakerk, omgevormd tot overdekte markt, met een panoramische lift
- De dodenlantaarn (lanterne des morts of tour des Maures, eind 12e eeuw)
- Manoir de Gisson
- Temniac, bisschoppelijk kasteel
- Hôtel de Saint-Clar (16e eeuw)
- Hôtel Plamon (14e eeuw en later)
- Hôtel de Maleville (16e eeuw)

De markt die iedere woensdag en zaterdag op de Place du Marché-aux-Oies wordt gehouden biedt typische streekproducten. Hier staat ook het kunstwerk Les Trois Oies.

### Recreatiegebieden in de omgeving
- Tuinen van Marqueyssac, 8,4 km
- Kasteeltuin van Caudon, 9,6 km
- Tuin van Eyrignac, 9,6 km
- Tuin van L'Albarède, 11,8 km
- Grot van Bernifal, 12,7 km
- Grot van Combarelles, 14,9 km

### Evenementen en festiviteiten
- Truffelfestival
- Ganzenfestival (Sarlat Fest'Oie)
- Journées du Terroir
- Theaterfestival van Sarlat, sinds 1952
- Dagen van de gastronomie
- Filmfestival van Sarlat

### Sport
Sportclubs:
- Périgord Noir Athletic Club (rugby)

## Geografie
De oppervlakte van Sarlat-la-Canéda bedroeg op 1 januari 2022 47,13 vierkante kilometer; de bevolkingsdichtheid was toen 186,4 inwoners per km².
De Cuze stroomt door de gemeente.
De onderstaande kaart toont de ligging van Sarlat-la-Canéda met de belangrijkste infrastructuur en aangrenzende gemeenten.

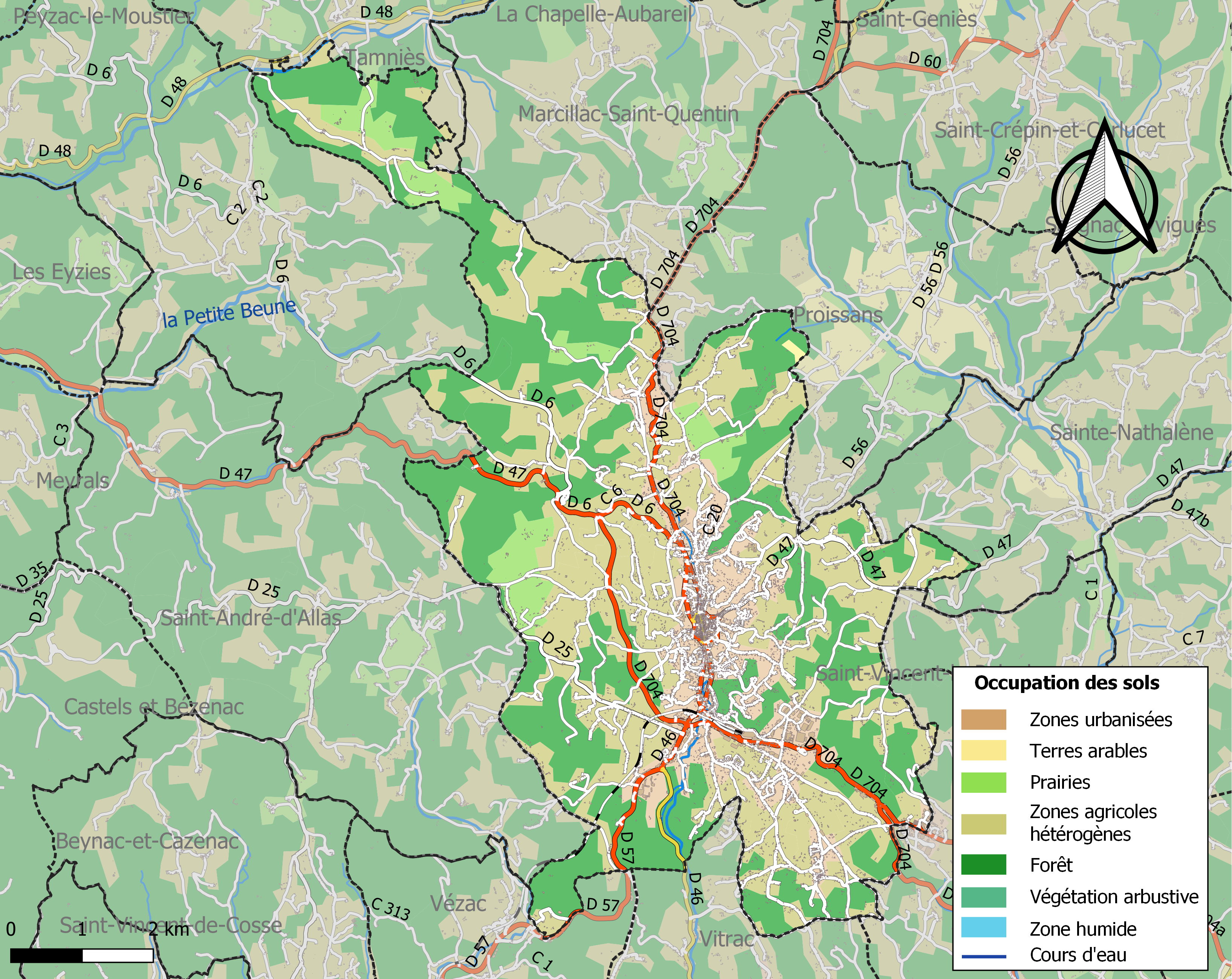

## Verkeer en vervoer
In de gemeente ligt spoorwegstation Sarlat.
De plaats is bereikbaar via de D704.

## Demografie
Onderstaande figuur toont het verloop van het inwoneraantal van Sarlat-la-Canéda vanaf 1962.

## Geboren

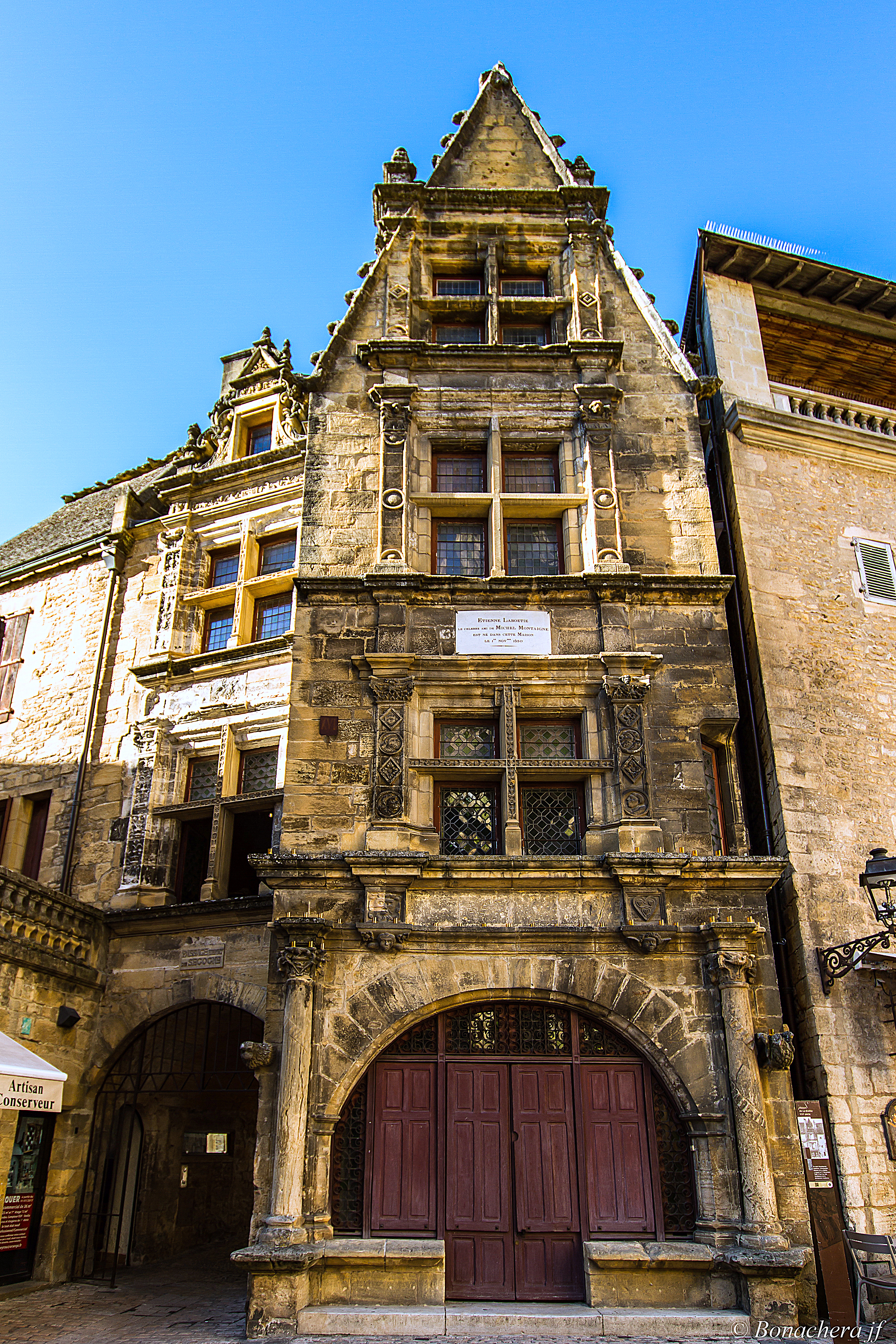
Geboortehuis van Étienne de La Boétie

- Étienne de La Boétie (1530-1563), jurist en schrijver
- Jean de Vienne (1557-1608), koninklijk raadgever
- François Fournier-Sarlovèze (1773-1827), divisie-generaal
- Pierre Sanfourche-Laporte (1774-1856) was een Frans rechtskundige en advocaat.
- Henri Sanfourche, (1775-1841), aide-de-camp van generaal Hugues Charlot, kolonel van infanterie in het Napoleontische leger
- Victor Nessmann (1900-1944), was een Franse arts en verzetsstrijder.
- Solange Sanfourche (1922-2013) was een verzetsstrijder tijdens de Tweede Wereldoorlog.
- Gabriel Tarde (1843-1904), jurist en criminoloog
- Claude Beylie (1932-2001), filmcriticus
- Jean-Luc Delpech (1979), wielrenner
- Audrey Albié (1994), tennisspeelster